# Rettenbach (Günzburg járás)
Rettenbach település Németországban, azon belül Bajorországban. Lakosainak száma 1726 fő (2023. december 31.). Rettenbach Offingen, Dürrlauingen, Burgau és Günzburg községekkel határos.

## Népesség
A település népessége az elmúlt években az alábbi módon változott:
| Lakosok száma | 513  | 826  | 1237 | 1275 | 1628 | 1634 | 1657 | 1650 | 1708 | 1726 |
|               | 1875 | 1950 | 1975 | 1987 | 2012 | 2014 | 2016 | 2017 | 2021 | 2023 |